# Earl Epps

Earl Epps während eines Auftrittes in der Alvin Opry

Edwin Earle „Earl“ Epps (* 19. Januar 1930 in Houston, Texas; † 10. Februar 2021) war ein US-amerikanischer Country-Musiker.

## Leben
Epps startete seine Karriere 1956 in Houston, Texas, wo er die Platte Be Bop Blues / There’s Two of Us Waiting auf dem kleinen Label Minor Records veröffentlichte. Beide Titel wurden von Joe Collins geschrieben, den Epps während seiner täglichen Arbeit kennengelernt hatte. Epps war mit seiner Country-Band Sounds of Country in den 1950er- und 1960er-Jahren ein gefragter Musiker in den Tanzhallen und trat mit anderen Musikern wie Earl Aycock, Link Davis, Kitty Wells, Johnnie and Jack und vielen weiteren auf. Bis in die 1970er-Jahre veröffentlichte er weiterhin Platten auf Stoneway, Dot, Space und anderen Labels.
Epps trat mit seiner Band in der Umgebung von Houston auf.

## Diskografie
| Jahr | Titel                                                               | Plattenfirma  |
| ---- | ------------------------------------------------------------------- | ------------- |
| 1956 | Be Bop Blues / There’s Two of Us Waiting                            | Minor MH-103  |
| 1969 | After Today / Even After Everything She’s Done                      | Dot 17204     |
| 197? | Where I Draw the Line / A Living Lot of Everything (als Earle Epps) | Space S-1971  |
|      | Looking for My Baby / ?                                             | Stoneway 1010 |